# شهر لینگشیا
شهر لینگشیا (به لاتین: Lingxia Township) یک شهرک در جمهوری خلق چین است که در شهرستان پینگنان واقع شده‌است. شهر لینگشیا ۸۸۴ متر بالاتر از سطح دریا واقع شده‌است.